# 雅克·拉贝马南贾拉
雅克·拉贝马南贾拉（Jacques Rabemananjara，1913年6月23日– 2005年4月2日） 是马达加斯加政治人物、剧作家和诗人。 

## 生平
雅克·拉贝马南贾拉生于馬魯安采特拉 ，曾在塔那那利佛的一所神学院就讀。後來他來到索邦大学学习管理学。
马达加斯加起义期間，雅克·拉贝马南贾拉被法國當局懷疑參與暴動而被捕并被判处终身监禁。 
1956年，雅克·拉贝马南贾拉获釋。 
1960年马达加斯加独立後，雅克·拉贝马南贾拉出任菲利贝尔·齐拉纳纳政府的经济、工业、矿业和电力部部长、农业部部长以及外交部部长。 他还於1971年2月至1972年5月期間擔任馬達加斯加第二副總統。  1972年初，由於菲利贝尔·齐拉纳纳的政府出現危機，雅克·拉贝马南贾拉辭去副總統職務並流亡國外。